# Noordse Bos
De Noordse Bos is een subwijk in het zuidoosten van Amsterdam-Centrum. De wijk ligt globaal ten noorden van de Lijnbaansgracht, ten zuiden van de Prinsengracht, ten westen van de Reguliersgracht en ten oosten van de Vijzelgracht.

## Geschiedenis
Tot de zeventiende eeuw lag het gebied buiten de toenmalige stad en bestond uit een polderlandschap met bomen, weilanden en nutstuinen rondom herberg "'t Boshuis" en was doorsneden met paden en sloten volgens een aloud en ongeschonden werenpatroon. Bij de vierde uitleg rond 1670 werd de grond waarop het gebied lag bestemd voor stadsuitbreiding, voornamelijk industrie maar ook huisvlijt van wevers, wolkammers en spinners waar voor de arbeiders ongeveer 400 woningen werden gebouwd. De woningen werden niet door de stad zelf gebouwd maar de grond werd door de stad afgestaan aan drie liefdadige instellingen die er de woningen gingen bouwen. Na 1685 hebben zich hier vooral Franse vluchtelingen gevestigd.
In de huidige stedenbouwkundige structuur is het verleden nog steeds merkbaar aan panden als het Walenweeshuis en de Wevershuisjes maar ook de lage dwarshuizen in de buurt, waarbij de vroegere smalle en onregelmatige verkaveling nog terug te voeren is op het voormalige werenpatroon.
De naam Noordse Bos is volgens bepaalde bronnen afkomstig van de heipalen van panden met de naam "Boschhuizen" die van Noors grenen zouden zijn gemaakt vandaar de naam "Noordse Bos" of "Noortsche Bosch". Andere bronnen spreken over een vroeger bos maar volgens een opmetingskaart zou het gebied een puur polderlandschap zijn geweest. Alleen nabij het voormalige klooster van de Regulieren, het "Reguliershof", zou wel sprake zijn geweest van veel bomen en dus een klein bos. De Noorderstraat en Noorderdwarsstraat, waar een aantal rijksmonumenten staan, herinneren nog aan de naam evenals de naam van een kantoorgebouw aan de Vijzelgracht. Alhoewel ook het gebied tussen de Vijzelgracht en de Spiegelgracht tot het vroegere poldergebied behoorde wordt deze buurt de "Weteringbuurt" genoemd en wordt het "Noordse Bos" ook wel "Looiersbuurt" genoemd.
 Abberdaan · Admiralenbuurt · Amstel III · Amsteldorp · Amstelkwartier · Andreas Ensemble · Apollobuurt · ArenAPoort · Bajeskwartier · Banne Buiksloot · Bedrijventerrein Sloterdijk · Bellamybuurt · Betondorp · Bijlmer · Binnenstad · Bloemenbuurt · Borgerbuurt · Borneo · Bos en Lommer · Buiksloot · Buiksloterham · Buikslotermeer · Buiteneiland · Buitenveldert · Bullewijk · Burgwallen Oude Zijde · Burgwallen Nieuwe Zijde · Centrum Amsterdam Noord · Centrumeiland · Chassébuurt · Chinatown · Cremerbuurt (Amsterdam) · Cruquius · Czaar Peterbuurt · Da Costabuurt · Dapperbuurt · De Aker · De Baarsjes · De Bongerd · De Eendracht · De Heining · De Krommert · De 9 Straatjes · De Omval · De Pijp · Diamantbuurt · Driemond · Disteldorp · Dubbele Buurt · Duivelseiland · Duvelshoek · Elzenhagen · Erasmusparkbuurt · Floradorp · Frederik Hendrikbuurt · Funenpark · Gaasperdam · Gein · Geuzenveld · Gibraltarbuurt · Gouden Reael · Gulden Winckelbuurt · Grachtengordel · Haarlemmerbuurt · Hallenkwartier · Haven-Stad · Haveneiland · Havenstraatterrein · Helmersbuurt · Het Funen · Holendrecht · Hoofddorppleinbuurt · Houthaven · IJ-oevers · IJburg · IJdock · IJplein · Indische Buurt · Jan Maijenbuurt · Java-eiland · Jeruzalem · Jeugdland ·Jodenbuurt · Jordaan · Julianapark · Kadijken · Kadoelen · Kattenburg · Kinkerbuurt · KNSM-eiland · Kolenkitbuurt · Kop van Jut · Van der Kunbuurt · Laan van Spartaan · Landlust · Landstrekenbuurt · Lastage · Leidsebuurt · Lutkemeer · Marathonbuurt · Marineterrein · Marken · Marktkwartier · Medisch Centrum Slotervaart · Mercatorbuurt · Middelveldsche Akerpolder · Molenwijk · Museumkwartier · Nellestein · Nieuw Sloten · Amsterdam Nieuw-West · Nieuwe Pijp · Nieuwendam · Nieuwendammerdijk en Buiksloterdijk · Nieuwendammerham · Nieuwezijde · Nieuwmarkt · Noorderhof · Noordoever Sloterplas · Noordse Bos · Olympisch Kwartier · Omval · Ookmeer · Oostelijk Havengebied · Oostelijke Eilanden · Oostelijke Handelskade · Oostenburg · Oosterdokseiland · Oosterparkbuurt · Oostoever Sloterplas · Oostpoort · Oostzanerwerf · Osdorp · Oud Osdorp · Oud-Oost · Oud-West · Oud-Zuid · Oude Pijp · Oudezijde · Overamstel · Overhoeks · Overtoombuurt · Overtoomse Buurt · Overtoomse Veld · Park Haagseweg · Park de Meer · Plan van Gool · Plan West · Plan Zuid · Planciusbuurt · Plantagebuurt · Postjesbuurt · Prinses Irenebuurt · Rapenburg · Reigersbos · Riekerpolder · Rieteilanden · Rietlanden · Rivierenbuurt · Robert Scottbuurt · Roeterseiland · Ruigoord · Schinkel (bedrijventerrein) · Schinkelbuurt · Science Park · Sloten · Sloterdijk · Sloterdijk-Centrum · Slotermeer · Slotervaart · Sluisbuurt · Spaarndammerbuurt · Spieringhorn · Sporenburg · Sportheldenbuurt · Staatsliedenbuurt · Stadionbuurt · Steigereiland · Strandeiland · Teleport · Transvaalbuurt · Trompbuurt · Tuindorp Buiksloot · Tuindorp Buiksloterham · Tuindorp Nieuwendam · Tuindorp Oostzaan · Tuttifruttidorp · Van Tijenbuurt · Uilenburg · Universiteitskwartier · Valkenburg · Van der Kunbuurt · Van der Pekbuurt · Van Lennepbuurt · Venserpolder · Vlooienburg · Vogelbuurt · Vogeldorp · Vogeltjeswei · Volewijck · Vondelparkbuurt · Vrije Geer · Waalseiland · Watergraafsmeer · Waterlandpleinbuurt · Waterwijk · Weesp · Weesperbuurt · Weespertrekvaartbuurt · Weesperzijde · Westelijke Eilanden · Westelijke Tuinsteden · Westerdokseiland · Westerpark · Westpoort · Willemspark · Wittenburg · Zeeburg · Zeeburgereiland · Zeeheldenbuurt · Zuidas · Zuideramstel